# Bryan Johnson
Pour les articles homonymes, voir Bryan Johnson (homonymie) et Johnson.
Cet article possède un paronyme, voir Brian Johnson (homonymie).
Bryan Johnson, né le 18 juillet 1926 à Londres et mort le 18 octobre 1995, est un acteur et chanteur anglais.

## Biographie
Bryan Johnson naît le 18 juillet 1926 à Londres.
Après avoir été éliminé en demi-finale du concours de sélection pour représenter le Royaume-Uni en 1957, il essaie de nouveau pour succéder à son demi-frère, Teddy Johnson, représentant en 1959, et l'emporte avec la chanson Looking High, High, High. Le single atteint la vingtième place des ventes en avril 1960. Johnson participe au concours de sélection en 1960 avec A Place in the Country mais finit cinquième.
Bryan Johnson est aussi acteur. Il fait partie de la compagnie de Donald Wolfit. Il joue ensuite dans des comédies musicales où on l'apprécie pour son jeu de la vieille école.